# سرس الليان
تقع مدينة سرس الليان بين مركزى منوف والباجور وتبعد عن القاهرة 60 كم وعن شبين الكوم 15 كم تحدها من الشرق قريتي جروان وكفر شبرازنجي ومن الغرب مدينة منوف ومن الشمال قرية الحامول وترعة الباجورية ومن الجنوب قريتي كفر فيشا وفبشا الصغرى.

## التاريخ
قرية سرس الليان من القرى القديمة، واسمها الأصلي وقت الفتح الإسلامي لمصر سور (بالإنجليزية: Sour)، وقد وردت باسم سرس في أعمال المنوفية ضمن قرى الروك الصلاحي التي أحصاها ابن مماتي في كتاب قوانين الدواوين، كما وردت باسم سرس في أعمال المنوفية ضمن قرى الروك الناصري التي أحصاها ابن الجيعان في كتاب «التحفة السنية بأسماء البلاد المصرية». وفي العصر العثماني كان اسمها في تربيع سنة 933هـ/1527م الذي أجراه الوالي العثماني سليمان باشا الخادم في عصر السلطان العثماني سليمان القانوني سرس الليانة ضمن قرى ولاية المنوفية، وفي تاريخ 1228هـ/1813م الذي عدّ قرى مصر بعد المسح الذي قام به محمد علي باشا باسم سرس الليان ضمن قرى مديرية المنوفية.
تحولت سرس الليان إلى مدينة بموجب القرار الجمهوري رقم 295 في 31/3/1975.

## السكان
بلغ عدد سكان المدينة ذكور 54734 والإناث 53759 أي 108493.

## أهم معالم المدينة
- المركز الإقليمي لتعليم الكبار الذي أنشئ في 25/4/1952 تابعا لمنظمة اليونسكو حتى 1982.
- مركز تدريب الأطباء البيطريين.
- يوجد عدد من المساجد العريقة مثل مسجد الأربعين و مسجد الحسايمه ( آل حسام الدين) ومسجد الكردي ومسجد سيدي حمزة ومسجد أبو الروس.ومسجد الجمال ومسجد درب زهران ومسجد سيدي حباس ومسجد سيدي محمد أبو البركات.مسجد درب التية ومسجد الاميرالاي احمد بيك غانم ومسجدالصعيدى.
- مدرسه الشهيد طيار محمود عزت الثانوية.
- يتوسط مدخل المدينة تمثال الفلاحات الثلاث من أعمال الفنان أحمد عثمان.[5]

## أهم الأنشطة
- المجال الزراعى زمام المدينة المنزرع 4300 فدان من أجود الأراضى ويعمل بالزراعة نسبة تقارب 40% من القوى العاملة.
- أهم الصناعات هي صناعة الزجاج التي يعمل بها حوالي 1500 عامل وكذا توجد وحدات مهمة لقطاع الأعمال العام مثل مضرب الأرز ومصنع الثلج ومطحن سرس الليان الجديد والقديم.

## شخصيات هامة

### في المجال العسكري
•	الأميرالاى أحمد بك غانم، كان أخر منصب تولاه هو نائب السردار الحاكم العام على السودان، وقت أن كان ملك مصر هو ملك مصر والسودان، ولد عام 1860 وأحيل للتقاعد عام 1920، وتوفى عام 1960 

### في الفن
- الفنان فاروق الفيشاوي 

### في العلوم
- المهندس محمود سمير فايد 

## المرافق الأساسية
جميع أنحاء المدينة وضواحيها مخدومة بشبكة كهرباء منذ سنة 1968. تخدم المدينة محطتي مياه تنتج حوالي 3900 مكعب ويقام حاليا خزان للمياه بسعة 1000 م مكعب تغذيه محطة مياه منوف البحاري. ويتم حاليا تنفيذ شبكة الصرف الصحي. كما يوجد بالمدينة سنترال آلي سعته 4000 خط؛ كما تم توصيل شبكه الغاز الطبيعي لمعظم أنحاء المدينة

## الخدمات العامة
يوجد بها
قسم شرطة؛ مستشفي سرس الليان العام؛ بنك الدم؛ مجلس مدينة؛ نادى سرس الليان الرياضي
؛ الوحدة البيطريه
؛ الوحدة الزراعية
؛ شبكه مجارى
؛ شبكه الكهرباء
؛ سنترال سرس الليان الالكترونى
؛ مركز بريد سرس الليان
العديد من المدارس
مدارس الابتدائي:
محمد فريد الابتدائية المشتركة
؛ السلام الابتدائية المشتركة
؛ النصر الابتدائية المشتركة
؛ الزعيم مصطفى كامل الابتدائية المشتركة
؛ سعد زغلول الابتدائية المشتركة
؛ الاتحاد الابتدائية المشتركة
؛ علي بن أبي طالب الابتدائية المشتركة
عبده حمزة الابتدائية المشتركة
الزهراء الابتدائية المشتركة
سرس الليان التجريبية الجديدة للغات
سرس الليان النموذجية الابتدائية المشتركة
مدارس إعدادي
سرس الليان الإعدادية للبنات
؛ الشهيد طيار محمد فيهيم الجندى الإعدادية للبنين
الشهيد عبد الفتاح المالكي للتعليم الأساسي
؛ أحمد بك غانم الإعدادية للبنات
الشهيد هشام قنديل الإعدادية المشتركة
مدارس ثانوي
مدرسه الشهيد طيار محمود عزت الثانوية المشتركة
؛ سرس الليان الثانوية المطورة
المدارس الثانوية الفنية
مدرسة سرس الليان الثانوية التجارية المشتركة